# Vranješ (Baja, Mađarska)
Vranješi (mađ.  Vrányos, Alsóvrányos) je četvrt u jugoistočnoj Mađarskoj, dio grada Baje.

## Zemljopisni položaj
Vranješi su četvrt grada Baje, kod četvrti Kiscsávolya. Sjeverno je Katonaváros, jugozapadno je Rókusvaros i Livada, a dalje su Petöfijev otok i Pandurski otok.

## Upravna organizacija
Upravno pripada naselju Baji.
Poštanski broj je 6500.

## Vanjske poveznice
- Slike s Vranješa